# Демешкове
Деме́шкове — село в Україні, у Первозванівській сільській громаді Кропивницького району Кіровоградської області. Населення становить 114 осіб. 

## Населення
Згідно з переписом УРСР 1989 року чисельність наявного населення села становила 120 осіб, з яких 48 чоловіків та 72 жінки.
За переписом населення України 2001 року в селі мешкало 114 осіб.

### Мова
Розподіл населення за рідною мовою за даними перепису 2001 року:
| Мова       | Відсоток |
| ---------- | -------- |
| українська | 63,16 %  |
| російська  | 36,84 %  |